# Parki narodowe na Białorusi
Obecnie na Białorusi znajdują się 4 parki narodowe. Pierwszym parkiem narodowym który częściowo znajdował się na obszarze dzisiejszej Białorusi był Białowieski Park Narodowy. 

## Parki narodowe
| L.p. | Nazwa parku narodowego              | Rok utworzenia | Powierzchnia (km²) | Lokalizacja                          | Widok |
| ---- | ----------------------------------- | -------------- | ------------------ | ------------------------------------ | ----- |
| 1.   | Park Narodowy „Puszcza Białowieska” | 1991 (1932)    | 873.63             | Obwód brzeski i grodzieński          |       |
| 2.   | Park Narodowy „Jeziora Brasławskie” | 1995           | 691.15             | Obwód witebski                       |       |
| 3.   | Prypecki Park Narodowy              | 1996           | 858.41             | Obwód homelski                       |       |
| 4.   | Naroczański Park Narodowy           | 1999           | 1178.00            | Obwód grodzieński, miński i witebski |       |